# Quimbaya

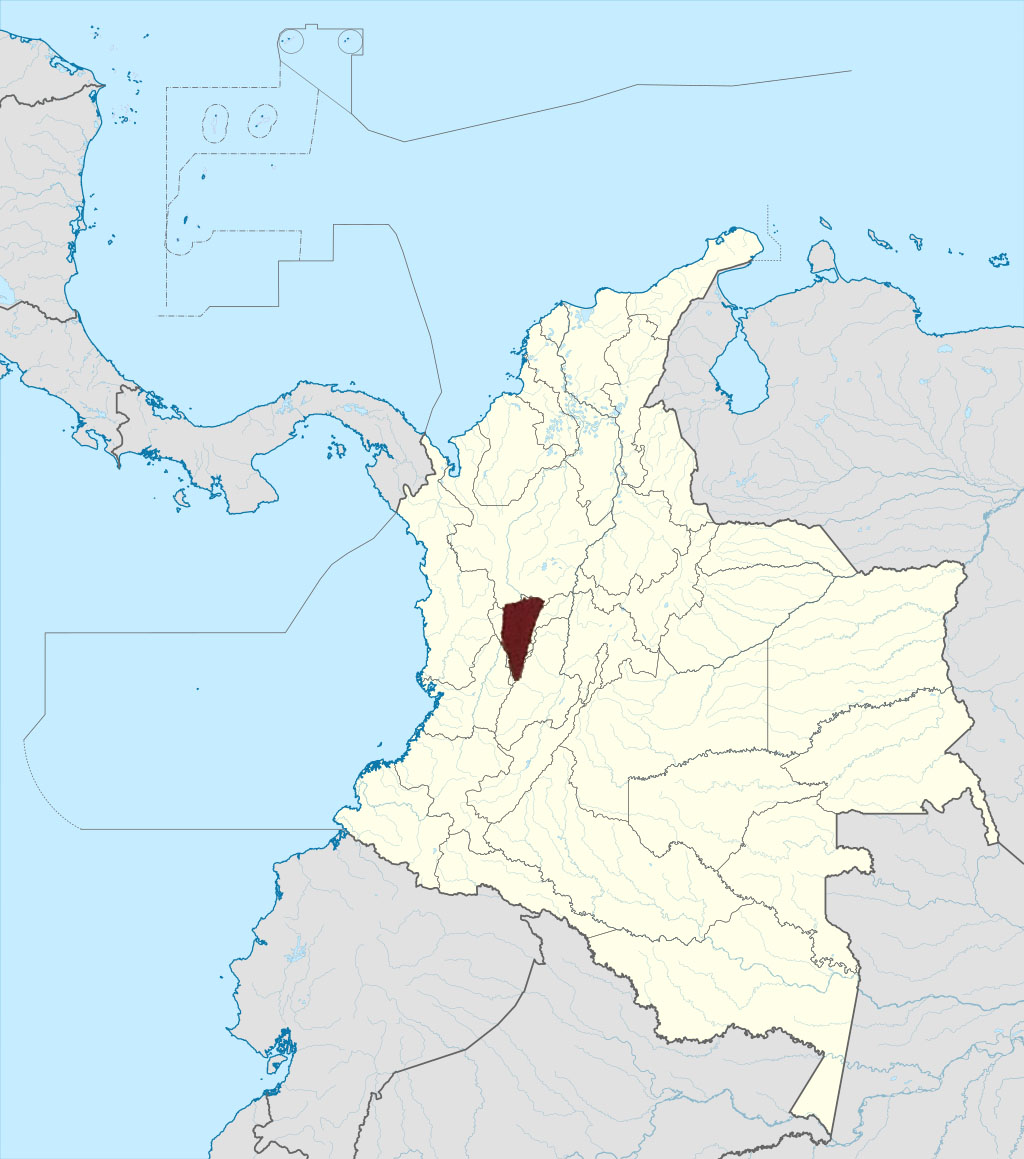
Territori històric del Quimbaya.

El quimbaya (Kimbaya) és una llengua suposadament extingida de Colòmbia, del qual només es coneix una sola paraula (Campbell 2012). Això és insuficient per establir el quimbaya com a llengua diferent.